# Cot Darat
Cot Darat is een bestuurslaag in het regentschap Aceh Barat van de provincie Atjeh, Indonesië. Cot Darat telt 869 inwoners (volkstelling 2010).